# Quinsac (Gironde)
Quinsac is een gemeente in het Franse departement Gironde (regio Nouvelle-Aquitaine). De plaats maakt deel uit van het arrondissement Bordeaux. Quinsac telde op 1 januari 2022 2.216 inwoners. 

## Geografie
De oppervlakte van Quinsac bedroeg op 1 januari 2022 8,14 vierkante kilometer; de bevolkingsdichtheid was toen 272,2 inwoners per km².

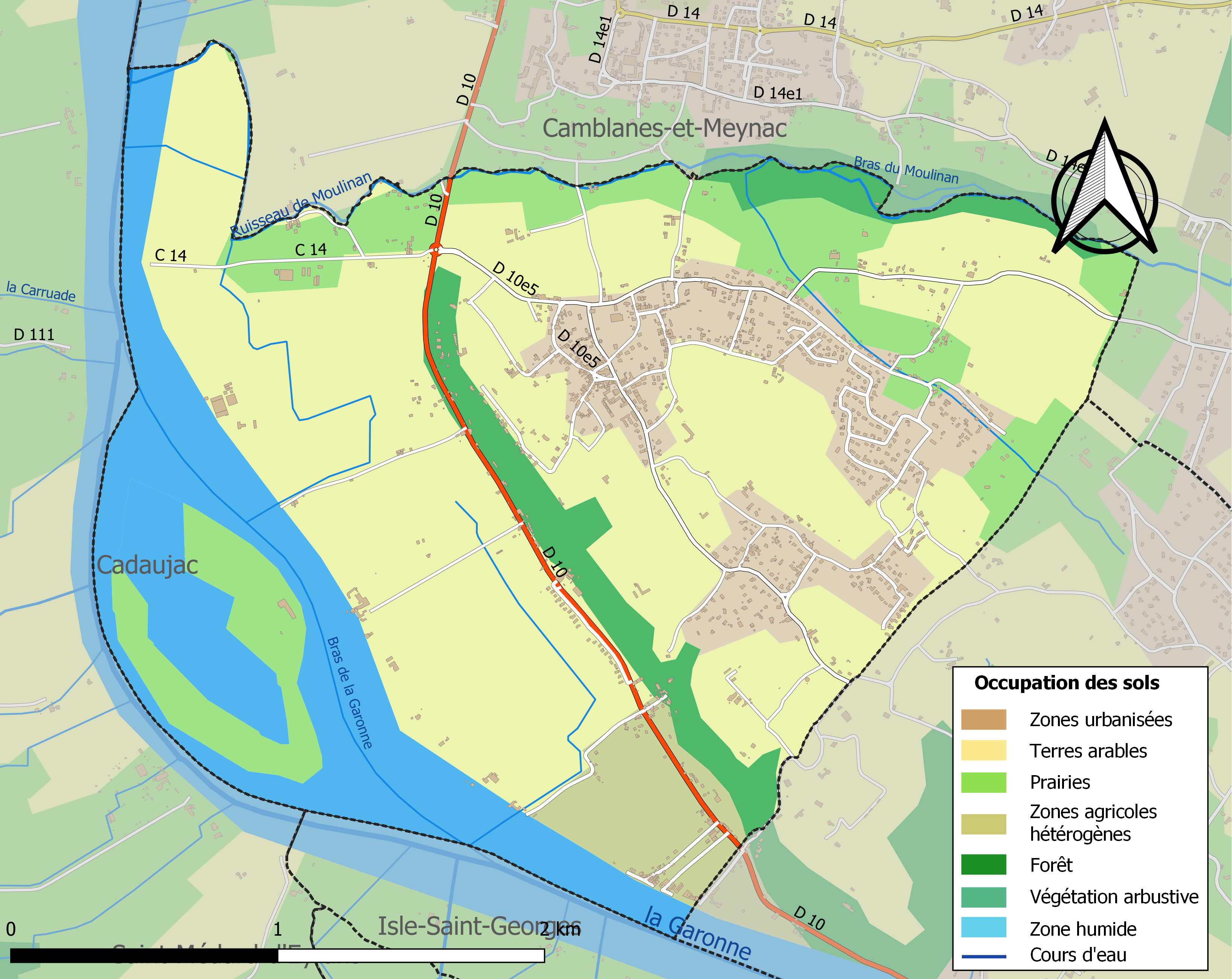
Kaart van de gemeente met belangrijkste infrastructuur, bodemgebruik en omliggende gemeenten

## Demografie
Onderstaande figuur toont het verloop van het inwonertal (bron: INSEE-tellingen).